# Otto Majewski
Otto Majewski (* 14. August 1943 in München) ist ein deutscher Jurist, Ministerialbeamter und Industriemanager.

## Leben
Majewski studierte Rechtswissenschaften an der Universität München. Nach dem Staatsexamen wurde er 1969 zum Dr. jur. promoviert.
Er arbeitete von 1970 bis 1971 als Assistent des juristischen Direktors des Bayerischen Rundfunks. 1971 wechselte er in das CSU-geführte Bayerische Staatsministerium für Landesentwicklung und Umweltfragen. Er assistierte bis 1988 Staatsminister Max Streibl (CSU). 1973 wurde er dessen Persönlicher Referent als Umweltminister und bekleidete zuletzt den Rang eines Regierungsdirektors. Als Streibl 1977 Finanzminister wurde, blieb er dessen Referent. 1979 ernannte Streibl Majewski zum Referenten für Staatsbeteiligungen im Energie-, Verkehrs- und Industriebereich. 1982 wurde er zum Abteilungsleiter befördert und zuständig für die staatlichen bayerischen Beteiligungen, insbesondere für die Beteiligungen im Luft- und Raumfahrtbereich, im Luftverkehr sowie im Banken- und Energiesektor.
Zum 1. Mai 1988 wechselte Otto Majewski in die Wirtschaft und wurde in den Vorstand der mehrheitlich landeseigenen Bayernwerk AG berufen, die zuvor unter der Aufsicht seines Fachbereiches stand. Zu Beginn des Jahres 1990 rückte er zum Stellvertreter von Vorstandschef Jochen Holzer auf.
Otto Majewski ist Vorsitzender des Karl-Max-von-Bauernfeind-Vereins der TU München (TUM)  und wurde 2006 zum Ehrenbürger der TUM ernannt. Er erhielt die Auszeichnung „in Würdigung seines engagierten, erfolgreichen Wirkens im Dienste der Technischen Universität München, insbesondere beim Aufbau eines unternehmerischen akademischen Fundraisings als neue zusätzliche Finanzierungsquelle der Universität“.
Seit 1962 ist er Mitglied der katholischen Studentenverbindung KDStV Vindelicia München. Später wurde er noch Mitglied der KDStV Gothia Würzburg.

## Positionen
Otto Majewski setzt sich für die Nutzung der Kernenergie ein. Er erhielt vom NABU den Negativpreis Dinosaurier des Jahres für seinen „vehementen Kampf“ gegen den Atomausstieg. Majewski habe wie kein anderer Atommanager die Höhe der angeblichen Entschädigungsansprüche der Kraftwerksbetreiber überzogen und dreistellige Milliardenbeträge als Kosten des Atomausstiegs gefordert.